# Доротея фон Бранденбург (1471 – 1520)
Вижте пояснителната страница за други личности с името Доротея фон Бранденбург.
Доротея фон Бранденбург (на немски: Dorothea von Brandenburg; * 12 май 1471 в Берлин; † 13 февруари 1520 в Бамберг) е принцеса от Бранденбург и абатиса в клариси-манастир в Бамберг.
Тя е дъщеря на курфюрст Алберт III Ахилес фон Бранденбург (1414–1486) от Хоенцолерните и втората му съпруга Анна Саксонска (1437–1512), дъщеря на курфюрст Фридрих II от Саксония. 
Нейният баща иска да я омъжи за бохемския крал Уласло II, който не е доволен от съпругата си, нейната сестра Барбара фон Бранденбург, и се развежда от нея на 7 април 1500 г. Също неин кандидат е и ерцхерцог Максимилиан I.
През 1492 г. Доротея влиза в Клара-манстир в Бамберг. През 1506 г. тя се отказва от службата си абатеса.  Доротея е погребана в църквата на манастира.